# Niuksenitia sukhonensis
Niuksenitia sukhonensis és una espècie extinta de sinàpsid biarmosuc de la família dels burnètids que visqué en allò que avui en dia és l'Europa oriental durant el Permià mitjà, fa entre 259,5 i 264,3 milions d'anys. Se n'han trobat restes fòssils a l'óblast de Vólogda (Rússia). Es tracta de l'única espècie del gènere Niuksenitia. És conegut a partir d'un sol espècimen mal conservat. Tant el nom genèric Niuksenitia com el nom específic sukhonensis fan referència a les unitats estratigràfiques en les quals fou trobat: el membre del Niúksenitsa i la formació del Súkhona, respectivament.